# Synagoga chasydów z Chabad-Lubawicz w Mohylewie
Synagoga Chabad-Lubawicz w Mohylewie (jid. Di Chabad-Lubavitch-Szul in Mogilev) – drewniana bóżnica należąca do ruchu Chabad-Lubawicz znajdująca się w Mohylewie przy ul. Wielkiej Mieszczańskiej na Białorusi.  
W 1911 była to jedna z 13 chasydzkich domów modlitwy działających w Mohylewie. Na tej samej ulicy do 1938 mieściła się inna drewniana Synagoga Chłodna, wybudowana w 1680, uznawana za najważniejszą w Mohylewie.